# المنصورية (تونس)
المنصورية أو صبرة أو صبرة المنصورية هي موقع أثري في تونس يقع على بُعد يُقدَّر بأقل من كيلومترين جنوب القيروان لمدينةٍ كانت عاصمة خلافة الدولة الفاطمية لمائة عامٍ تقريباً في عهديّ المنصور بنصر الله (946م-953م) والمعز لدين الله (953م-975م)، وآثارها موجودة اليوم بالقرب من مدينة القيروان في تونس.
بُنِيت المدينة بأمر من المنصور بنصر الله بين عامي 946 و972م، وهي محصنةٌ ومحاطةٌ بسورٍ له أربعة أبواب مُلبسة بالحديد وهي: باب قبلي وباب شرقي أُطلق عليهما باب زويلة، وباب جوفي وباب غربي يُسمى باب الفتوح، وباب القصارين، وبُنِيت فيها قصور مُحاطة بالحدائق والغرس وجُلِبت إليها المياه من المناطق المجاورة لها، ومن بين هذه القصور: مجلس الكافور وحجرة التاج ومجلس الريحان وحجرة الفضة وقصر الخلافة. كانت المدينة لفترة قصيرة مركزاً إدارياً قوياً للدولة الفاطمية، التي كان الجزء الأكبر منها يمتد في شمال أفريقيا وصقلية، وظلت بمثابة عاصمة للدولة أثناء حكم الزيريين إلى حين سنة 448 هـ الموافقة لـ 1057م، حيث دُمِّرت بعدما غزتها قبائل بني هلال وبني سليم. ونُهِبت كل آثارها وبقاياها خلال القرون التي تلت ذلك، حيث لم يبقَ منها حالياً سوى أطلال طمرتها الرمال كما نُهِبت حجارتها ومواردها.

## أصل التسمية
ترجع تسمية المدينة بهذا الاسم (المنصورية) نسبة إلى مؤسسها المنصور بنصر الله، ويُقصد بكلمة «المنصور» الفوز والنصر، فقد كانت الوثائق الرسمية الصادرة عن السلطة مثل العملة لا تذكر المدينة إلا باسم «المنصورية»، وقد سادت هذه التسمية طوال القرن الثالث الهجري حتى حدود سنة 439 هـ، حيث كان كُتَّاب القصر المعاصرين للفاطميين لا يستعملون سوى الاسم الرسمي، أي المنصورية، كالقاضي النعمان الذي ولاَّه المنصور قضاء المدينة فلا يذكر في كتابه «المجالس والمسايرات» سوى اسم المنصورية، وكذلك الشأن بالنسبة لابن الأبار والمقريزي في كتابه «اتعاظ الحنفاء بأخبار الأئمة الفاطميين الخلفاء» والقضاعي في كتاب «الحلة السيراء»، كما ذكر ابن عذاري وهو يسرد الأحداث حسب تسلسلها التاريخي: «وفي سنة 336هـ/948م أمر المنصور أبو الطاهر ببناء صبرة واختطّها وسماها المنصورية»، ولا يذكر صبرة إلى حلول سنة 441 هـ/1050م عندما يتحدّث عن اجتياح القبائل العربية لمملكة المعز بن باديس قائلاً: «وأمر السلطان كافّة الناس بانتهاب المزروعات المحيطة بالقيروان وصبرة»، وتُسمى في مصادر أخرى بصبرة كالمقدسي البشاري في كتابه «أحسن التقاسيم في معرفة الأقاليم»، حيث قال: «وصبرة بناها الفاطمي أول ما ملك الإقليم واشتق اسمها من صبر عسكره في الحرب»،، ويقول أيضاً: «وأمّا إفريقية فقصبتها القيروان ومن مدنها صبرة»، كما أن هناك من يجمع بين الاسمين فيُطلق عليها صبرة المنصورية، فقد ذكر المؤرخ ابن حماد أن الاسمين كانا متواجدين في نفس الوقت، وأن صبرة كان الأكثر شيوعاً. واستناداً إلى نص ابن شرف الذي أورده ابن عذاري في تبديل السكة عن أسماء بني عبيد، فقد كانت السكة تُضرب باسم المنصورية إلى حدود عام 438 هـ/1047 م في حين أنه منذ 439 هـ/1048 م، أصبحت تُضرب باسم صبرة نتيجة للتغيرات السياسية في الدولة الفاطمية، واستمر اسم صبرة على السكة عامي 439 هـ/1048 م و440 هـ/1049م ثم توقف ليحل محله اسمي عز الإسلام والقيروان من سنة 441 هـ/1050م لغاية 446 هـ/1055م.

## خلفية

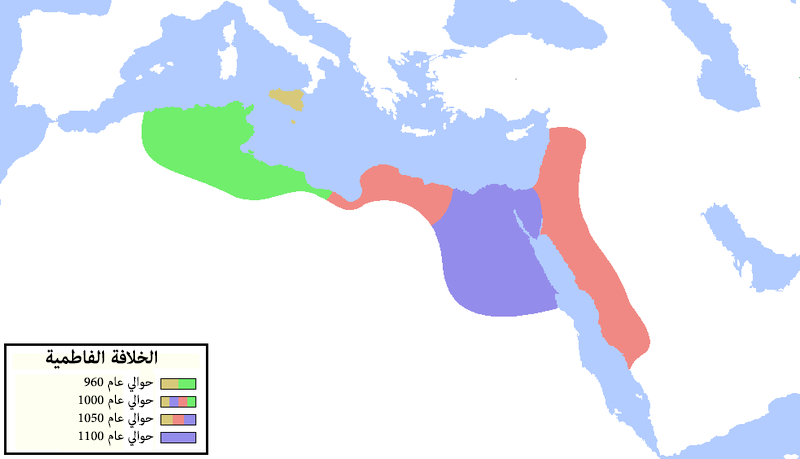
أقصى امتداد للدولة الفاطمية كان حوالي عام 969م.

الخلافة الفاطمية هي إحدى دُولُ الخِلافةُ الإسلاميَّة التي يُعتقد أن نسبهم هو من ذرية فاطمة الزهراء بنت النبي محمد، والتي تتبع المذهب الشيعي الإسماعيلي، الذي يُعد إسماعيل بن جعفر الإمام السابع له حسب التقليد الإسماعيلي. وفي 285 هـ (899م) أصبح عبيد الله المهدي زعيم الحركة، الذي فرَّ عام 292 هـ (905م) من أعدائه إلى سجلماسة في المغرب بعد ورود أنباء له عن نجاح داعيته أبي عبد الله الشيعي في المغرب، حيث تنكر في زي تاجر، وكان المهدي يتواصل معه سراً، وبعد أن اكتشف أمير سجلماسة أمره سجنه حتى أخرجه أبو عبد الله الشيعي بعد قضائه على دولة الأغالبة. ثم تولى المهدي بعدها منصب إمام وخليفة الدولة الفاطمية التي كان مؤسسها عام 909م.
وكانت عاصمة الدولة الفاطمية هي المهدية. وكانت الخلافة الفاطمية دولة شاسعة تمتد لتشمل صقلية وشمال أفريقيا، والجزء الشمالي من ليبيا. وبعد تولّي الزعيم الشيعي المنصور بنصر الله الحكم سنة 334 هجرية أمر ببناء المدينة في أغسطس 946م بعد انتصاره في معركة ثورة صاحب الحمار التي انطلقت في 12 أبريل 946 بالمهدية، حيث كانت هذه الأخيرة مُحاصَرة من طرف المتمرد أبو يزيد الخوارجي. وقام المنصور مباشرة بعد فرضه سيطرته على القيروان بإنشاء المدينة في موقع المعسكر الذي يُعرف باسم صلب الجمل في جنوب القيروان. وفي 336 هـ (948م)، نقل الفاطميون مركز الحُكم إلى مدينة المنصوريَّة التي اتخذوها عاصمة لهم.

## البناء
تقع المنصورية على بعد مسافة تُقدَّر بأقل من كيلومترين (1.2 ميل) جنوب مدينة القيروان الحالية، وقد حلّت مكان المهدية كعاصمة للدولة الفاطمية، وانتقل المنصور للمدينة الجديدة في 29 جمادى الثانية 336 هـ الموافق لـ 15 يناير 948. وبعد أن دمر المتمردون الخوارج الذين كانوا من أشد الفرق الإسلامية دفاعاً عن مذهبها وتعصباً لآرائها مدينة رقادة التابعة للأغالبة، تم أخذ مواد البناء من المساكن القديمة. وقد غطت المدينة الجديدة مساحة نحو 100 هكتار (250 فدان).
وكانت المدينة دائرية كما كانت مدينة بغداد في الأصل، وربما جاء اختيار هذا التخطيط بالذات بنِيَّة تحدي الخلافة العباسية السنية في بغداد. وقد بلغ عرض سورها 12 ذراعاً وهو مصنوع من الطوب المحروق المطعم (أو المعشق) بملاط الجير. وكانت المسافة بين الأسوار والمباني الداخلية مساوية لعرض طريق سريع،  ويُذكَر أنه كان فيها أيام عمارتها 300 حمام أكثرها للديار.
كانت المدينة تحتوي على مسجد جامع، وكان قصر الخليفة قريباً من وسط المدينة الذي كان يحتوي قصوراً أُخرى كانت تُستخدم لأغراض احتفالية أو دبلوماسية أو إدارية. سُمِّي القصر الرئيسي بالصبرة وغطت أساساته مساحة 44 هكتار (110 فدان). وقد وصف المؤرخ ابن حماد القصر بأنه عبارة عن مبان مرتفعة مُحاطة بالحدائق والمياه كانت تُظهِر ثروة وقوة الخليفة، وعندما تُوفي المنصور سنة 341 هـ/952م دُفِن في قصره بالمنصورية، ثم قام بالأمر بعده ابنه المعز لدين الله الذي سار على نسق أبيه، فقد كان كلفاً بالعمارة فبنى كثيراً من القصور منها قصر الإيوان والمعزية، وأنشأ البساتين في المنصورية وضواحيها، ومن هذه البساتين ذلك الذي أقامه في جهة تُعرف «بواد القصارين» على مقربة من المدينة.
واكتملت المنصورية في عهد المعز لدين الله، الذي حرص على تهيئة إمدادات المدينة من المياه وبناء قناة، والتي كان عرضها حوالي 36 كيلومتراً وكانت مبنية على أساس مشابه لتلك التي بناها الأغالبة. بنى المعز لدين الله القناة محل القديمة وأضاف لها 9 كيلومترات لتزويد المنصورية بالمياه. وبنى أيضاً صالة كبيرة. وكان عرض أعمدتها الضخمة يزيد عن المتر (3 أقدام و 3 بوصات)، وجُلِبت هذه الأخيرة من سوسة التي تبعد مسافة يوم كامل مشياً عنها. كما بنى قصراً له وهو من قاس أبعاده ووضع تصميمه بنفسه، وأنشأ وسطه بركة كبيرة أسماها بحراً لاتساع سطحها، ثم أقام الجسور لتصل القصر الداخلي بالقصر الخارجي. ولم يكتمل بناء المدينة حتى عام 361 هـ (972م) أي قبل انتقال المعز لمصر بعامٍ.

## الأهمية

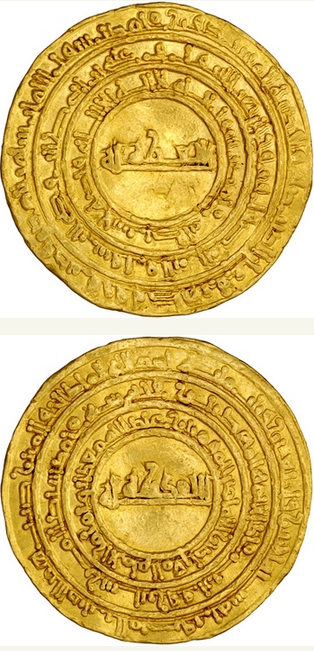
دينار مسكوك في المنصورية في 953-954م

كانت المدينة في المقام الأول مُخصَّصة للإقامة الملكية. فهي تحتوي على القصور والحدائق، كما كانت بها حديقة حيوان تحتوي على الأسود، إضافة إلى الثكنات والإسطبلات الملكية. وقد نُقل إليها المنصور حوالي 14,000 أسرة من كتامة، وبنى بها سوقاً. وفقاً لابن المهذب، قال: «أمر المعز تُجَّار القيروان أن يأتوا إلى محلاتهم وورش العمل في المنصورية في الصباح، والعودة إلى ديارهم وأسرهم في المساء.» وقد كان يتم جمع مبلغ 26,000 درهماً فضياً يومياً على دخول البضائع إلى المدينة من خلال أبوابها الأربعة، كما نقل إليها المنصور مُختلف المصالح الإدارية من المهدية، فمنها كانت تصدر الأوامر، وتخرج الجيوش الفاتحة.
وفي أوجها، كانت المنصورية عاصمة الدولة التي شملت مُعظم شمال أفريقيا من المغرب إلى ليبيا، وكذلك صقلية، كما أنها كانت تقوم بمقام الحراسة ضد أي هجوم من الإمبراطورية البيزنطية أو من الملك أوتو الأول من ألمانيا، الذان كانا ينشطان في جنوب إيطاليا. وفي عام 345 هـ (957م)، وَجَّهت سفارة من بيزنطة التحيَّة من الإمبراطور لاحتلاله كالابريا من هناك، مع هدايا من الأواني الذهبية والفضية المُزَيَّنة بالمجوهرات والحرير والأقمشة المُطَرَّزة وغيرها من الأشياء الثمينة. وفي إيطاليا، خطَّط المعز لغزو مصر، والذي كان من شأنه أن يجعل الفاطميين منافسين في السلطة للعباسيين في بغداد.
وبأمر من المعز لدين الله قام القائد الفاطمي، جوهر الصقلي، بغزو مصر في 358 هـ (969م). وبنى مدينة جديدة بها، بالقرب من الفسطاط، وقد سماها أيضاً المنصورية. وعندما وصل المعز إليها عام 362 هـ (973م) برفقة أهله وجُنده وذخائره، قام بتغيير اسمها إلى القاهرة. وكانت المدينة الجديدة مستطيلة الشكل بدلاً من أن تكون مُدَوَّرة. وكانت مساجد المدينتين تحملان اسم الأزهر المُشتقَّة من اسم ابنة النبي محمد، فاطمة الزهراء، بينما كانت البوابات تحمل أسماء باب الفتوح وباب زويلة. كما تضمنت كلتا المدينتين قصرين للخليفة ولولي عهده.
وبعد أن انتقل الخُلفاء الفاطميين لمصر، ظلت المنصورية عاصمة للزيريين، الذين أصبحوا الحكام المحليين لخمسة وثمانين عاماً. وقد بنى الحاكم الزيري منصور بن بولقان قصراً لنفسه في المنصورية. وهُناك جرى الزواج الفخم في 1022م-1023م لحفيده الشاب الزيري المعز بن باديس. وقد بنى منزلاً صيفياً خارج المدينة، وقد قُدِّمت مجموعة كبيرة من المنسوجات المُصَنَّعة جيداَ، وعزف الموسيقى عدد كبير من العازفين خلال حفل الزواج. وقد حكم المعز بن باديس، إفريقية في عهد الفاطميين للفترة 1015م-1062م، وأعاد بناء سور القيروان كما قام ببناء جدارين على جانبي الطريق من القيروان إلى المنصورية. وأمر بنقل الحرف اليدوية والتجارية من القيروان إلى المنصورية.

## الوضع الحالي والخطط المستقبلية

### التدمير
في 442 هـ (1051م) تعَرَّضت المدينة للعديد من الهجمات من قبل البدو العرب خاصة قبيلتي بنو هلال وبني سليم. وفي 448 هـ (1057م) هجرها الزيريون الذين كانوا يتخذون من المهدية عاصمة لهم، وأعلنوا بعد ذلك انتهاء سلطتهم على المدينة، حيث لم تُحتل بعد ذلك مرةً أخرى. فقد كان المعز بن باديس آخر حكامها، وتم استعمال ما تبقى من الآثار التاريخية ومواد بنائها لاحقاً من قبل سكان القيروان.

### الوضع الراهن
في عام 2009، كانت المدينة في حالة مُزْرِية، فقد اكتسحها البناء الفوضوي والزحف العمراني والتعدي على المواقع الأثرية التي قُدِّرت مساحتها بحوالي 50 هكتاراً، إذ أصبحت هذه الأخيرة حيًّا سكنياً به حوالي 300 مسكن، كما أصبحت أجزاء كبيرة من المدينة خاصة بعد الثورة التونسية في خطر، وقد اختفى بعض ما كانت تتميز به المدينة على مر التاريخ، حيث لم يتبقَّ منها سوى بعض من الحفريات والمآثر التاريخية، وقد ساهمت دوائر مسؤولة بتونس في انتشار هذا الوضع، وذلك بسبب ما تم توفيره من مساكن اجتماعية لذوي الدخل الضعيف، كما أنها لم تتمكن من حسم الإشكال العقاري بالمدينة.
وفي هذا السياق قرَّر مجلس ولاية القيروان أخد التدابير اللازمة للحفاظ على ثرات هذه المدينة، خاصة بعدما أفاد المعهد الوطني للتراث أنه لم يتبقَّ من المخزون التراثي للمدينة سوى قُرابة 16 هكتاراً تقريباً مُعظمه نادر.
وكان سكان المدينة قد وَجَّهوا عريضة إلى المصالح الإدارية للدولة للمطالبة بتدخل عاجل لحل المشاكل التي تُعاني منها المنطقة منذ عام 1989، وقد عَبَّر أغلبهم عن استيائهم جَرَّاء ما آلت إليه المدينة.
ونتيجة لتفاقم هذه الوضعية توَلَّت السلط الجهوية عقد العديد من الجلسات بحضور كافة الأطراف المعنية، وتم الاتفاق على مساعدة البلدية وذلك بإيقاف الزحف العمراني، والقيام بحملة مُكَثَّفة لإيقاف مختلف أشغال البناء بالمنطقة وتنبيه أصحابها، وقد سارع مجلس الولاية بإقامة سياج حول ما تبقى من المدينة، مع حراستها باستمرار ريثما يتم تنفيذ المراحل الأولى من صيانة هذه المنطقة، والشروع في الحفريات اللازمة لتحويلها لمنتزه أثري لإبراز تاريخ الدولة الفاطمية وأهمية المدينة آنذاك، وقد دعا والي القيروان إلى إيجاد آلية تنسيق بين الأطراف المتدخلة لتشكيل لجنة تكتسي صبغة قانونية لمحاولة إنقاذ المدينة. كما أكّد مسؤول بلدي إلى أن البلدية قد أصدرت 7 قرارات هدم سنة 1998 لكنها لم تُنَفَّذ حتى سنة 2015 بواسطة القوة العامة. في 27 مايو 2018، دعا مجموعة من سكان القيروان بلدية المدينة ووزارة الثقافة والسلط الجهوية لأجل تطبيق القانون المتعلق بالمنصورية بصفتها منطقة خضراء ذات صبغة أثرية من أجل وقف نزيف البناء الفوضوي فوق الحفريات والآثار المدفونة تحت الأرض.

## علم الآثار

صورة لسلطانية تم العثور عليها أثناء عمليات التنقيب في المنصورية.

يُؤَكد المسح الجوي للموقع وجود سياج اصطناعي كبير دائري الشكل تقريباً، وبداخله ما بقي من أحواض دائرية ومستطيلة. ويُمكِن التعرف على هذه الأحواض عن طريق تلك الأحواض الاصطناعية التي تحدث عنها “شاعر المحكمة“ محمد بن علي العيادي، والتي كانت تحيط بالقصر. وقد تم اكتشاف المباني من خلال عمليات الحفر والتنقيب الأثرية، وكذلك آثار من أعمدة القاعة الكبرى وكذلك أجزاء من القناة.
وقد أُجريت عمليات الحفر الأوَّلِية (أو الصغرى)، بواسطة جورج مارصي في العشرينات من القرن العشرين، بينما أجرى سليمان مصطفى زبيس عمليات حفر أكثر دقة في الخمسينات، وذلك في القصر الجنوبي الشرقي في المدينة. ثم أُجريت عمليات حفر جديدة بواسطة فريق فرنسي-تونسي حول القصر، في أواخر السبعينات وانتهت في 1982. إلا أن القليل من النتائج قد نُشِرت من هذه العمليات الأولى للحفر، ولم يتم تقديم معلومات عن مواقع طبقات الأرض، أو شظايا الجص التي تم العثور عليها. ومن خلال عمليات التنقيب هاته تم العثور على مجموعة من الحفريات كان آخرها سلطانية «سيدة صبرة» وهي متواجدة حاليا بالمتحف الوطني للفن الإسلامي برقادة.
وما بين عامي 2003 و2008، تم تنفيذ مشروع أكثر حرصاََ، مع بذل مجهود أكبر لوضع شظايا الجص في أماكنها، وتجميع أكثر من 6000 قطعة تم العثور عليها بعد عمليات التنقيب. وكان هُناك دليل على وجود عدة مراحل متعددة من الأشغال مع أشكال وأنماط مختلفة من الزينة والزخارف بما في ذلك نقوش وزخارف لزهور وأوراق نباتات وأُخرى هندسية وثالثة لعناصر حيوانية وبشرية وكذلك نقوش نصية. وهُناك تُوجد بعض الزخارف تُشبِه الأعمال الزخرفية في تونس لحقبة ما قبل الإسلام، بينما هُناك زخارف أُخرى تُشبِه الزخارف المعروفة في مواقع وأماكن إسلامية أخرى في تونس. وكانت الشواهد على التبادل الثقافي مع مصر أقل من المتوقع، بينما يظهر قدر كبير ومفاجئ من التواصل مع بلاد الأندلس رغم العداوة المتواصلة التي كانت بين الفاطميين وبني أمية في بلاد الأندلس.

### باللغة العربية
1. ↑  محمد بوذينة. تونسيون في تاريخ الحضارات (ط. الأولى). منشورات محمد بوذينة، 1998. ISBN:9789973261366. {{استشهاد بكتاب}}: تحقق من التاريخ في: |تاريخ الوصول= (مساعدة) والوسيط |تاريخ الوصول بحاجة لـ |مسار= (مساعدة)
2. ↑  القيروان: صبرة المنصورية أو عاصمة الفاطميين المعمورة... تحت التراب مطمورة، تورس، اطلع عليه بتاريخ 12 سبتمبر 2016 نسخة محفوظة 06 أغسطس 2017 على موقع واي باك مشين.
3. ↑  حضارة إسلامية: صبرة المنصورية.. شديدة العمارة حسنة الأسواق، اطلع عليه بتاريخ 12 سبتمبر 2016 نسخة محفوظة 03 سبتمبر 2018 على موقع واي باك مشين.
4. ↑  ابن عذاري (1998). البيان المُغْرِب في اختصار أخبار ملوك الأندلس والمغرب. بيروت، لبنان: دار المفردات. ص. 135. مؤرشف من الأصل في 2018-07-30. اطلع عليه بتاريخ 2018-07-30.
5. ↑  ابن عذاري (1998). البيان المُغْرِب في اختصار أخبار ملوك الأندلس والمغرب. بيروت، لبنان: دار المفردات. ص. 181. مؤرشف من الأصل في 2018-07-30. اطلع عليه بتاريخ 2018-07-30.
6. ↑  محمد العجابي (1992). دائرة المعارف التونسية، المجلد 3. مؤسسة بيت الحكمة. {{استشهاد بكتاب}}: تحقق من التاريخ في: |تاريخ الوصول= (مساعدة) والوسيط |تاريخ الوصول بحاجة لـ |مسار= (مساعدة)
7. ↑  حسن الأمين. دائرة المعارف الإسلامية الشيعية، المجلد 10. دار التعارف للمطبوعات، 1990. {{استشهاد بكتاب}}: تحقق من التاريخ في: |تاريخ الوصول= (مساعدة) والوسيط |تاريخ الوصول بحاجة لـ |مسار= (مساعدة)
8. ↑  صبرة المنصورية، الموسوعة التونسية، اطلع عليه في 30 يوليو 2018 نسخة محفوظة 03 سبتمبر 2018 على موقع واي باك مشين.
9. ↑  علماء الآثار. زخارف العمائر الدينية الفاطمية - archaeology.land، اطلع عليه بتاريخ 12 سبتمبر 2016 نسخة محفوظة 06 أغسطس 2017 على موقع واي باك مشين.
10. ↑  الحضارة الإسلامية في تونس. المنظمة الإسلامية للتربية والعلوم والثقافة (إيسيسكو)، 1997. ص. 40. {{استشهاد بكتاب}}: تحقق من التاريخ في: |تاريخ الوصول= (مساعدة) والوسيط |تاريخ الوصول بحاجة لـ |مسار= (مساعدة)
11. ↑  الحياة الثقافية. وزارة الشؤون الثقافية، 2009. ص. 74 و124 و125. {{استشهاد بكتاب}}: تحقق من التاريخ في: |تاريخ الوصول= (مساعدة) والوسيط |تاريخ الوصول بحاجة لـ |مسار= (مساعدة)
12. ↑  آمنة أبو حجر (2002). موسوعة المدن العربية. دار أسامة للنشر والتوزيع.
13. ↑  صبرة المنصورية في خطر - YouTube، اطلع عليه بتاريخ 12 سبتمبر 2016 نسخة محفوظة 9 يناير 2020 على موقع واي باك مشين.
14. ↑  آلاف القطع النفيسة.. 40 ألف موقع.. و20 متحفا.. آثار بلادنا.. مهملة.. ومسروقة!، الصباح، اطلع عليه بتاريخ 12 سبتمبر 2016 نسخة محفوظة 3 سبتمبر 2018 على موقع واي باك مشين.
15. ↑  تورس : سورالمدينة في خطر ؟، تورس، اطلع عليه بتاريخ 12 سبتمبر 2016 نسخة محفوظة 06 أغسطس 2017 على موقع واي باك مشين.
16. ↑  القيروان.. تراث حي يزخر بالمعالم التاريخية، اطلع عليه بتاريخ 12 سبتمبر 2016 نسخة محفوظة 06 أغسطس 2017 على موقع واي باك مشين.
17. ↑  محاولة لانقاذ ما تبقى من صبرة المنصورية - YouTube، اطلع عليه بتاريخ 12 سبتمبر 2016 نسخة محفوظة 9 يناير 2020 على موقع واي باك مشين.
18. ↑  Attounissia «التونسية» - القيروان: من ينقذ حي صبرة المنصورية، التونسية، اطلع عليه بتاريخ 12 سبتمبر 2016 "نسخة مؤرشفة". مؤرشف من الأصل في 2016-09-14. اطلع عليه بتاريخ 2016-08-25.{{استشهاد ويب}}:  صيانة الاستشهاد: BOT: original URL status unknown (link)
19. ↑  القيروان: صبرة الأثرية يهددها البناء العشوائي والسلط تتدخل، تورس، اطلع عليه بتاريخ 12 سبتمبر 2016 نسخة محفوظة 06 أغسطس 2017 على موقع واي باك مشين.
20. ↑  بعد أن اكتسحها البناء الفوضوي المنطقة الأثرية «صبرة المنصورية» في خطر، الصحافة، اطلع عليه بتاريخ 12 سبتمبر 2016 [tt_news=34161&tx_ttnews[backPid]=8&cHash=3f7131f24a نسخة محفوظة] 15 سبتمبر 2016 على موقع واي باك مشين. [وصلة مكسورة]
21. ↑  "بالصور القيروان:صبرة المنصورية من موقع أثري عالمي إلى أطلال منهوبة وبناءات فوضوية!!". مؤرشف من الأصل في 2018-09-03. اطلع عليه بتاريخ 2018-07-30.
22. ↑  القيروان: مطالب شعبية بحماية ما تبقى من أرض صبرة المنصورية الأثرية، اطلع عليه في 30 يوليو 2018 نسخة محفوظة 03 سبتمبر 2018 على موقع واي باك مشين.
23. ↑  Qantara - سلطانية "سيدة صبرة"، اطلع عليه بتاريخ 12 سبتمبر 2016 [وصلة مكسورة] نسخة محفوظة 11 سبتمبر 2016 على موقع واي باك مشين.

#### مزيد للقراءة
- شاطر خليفة (2005). تونس عبر التاريخ. مركز الدراسات والبحوث الاقتصادية والاجتماعية. مؤرشف من الأصل في 2020-03-17. اطلع عليه بتاريخ 2018-07-30.
- محمود بن سعيد مقديش؛ أبي الثناء الصفاقسي (2011). نزهة الأنظار في عجائب التواريخ والأخبار ومناقب السادة الأطهار 1-2 ج1. دار الكتب العلمية. ISBN:9782745170255. مؤرشف من الأصل في 2020-03-17. اطلع عليه بتاريخ 2018-07-30.

### باللغة الإنجليزية
1. 1 2  Grabar 1985، صفحة 28.
2. 1 2  Tracy 2000، صفحة 234.
3. 1 2  (Yeomans 2006, p. 43)
4. ↑  "The Art of the Fatimid Period (909–1171)". The Met’s Heilbrunn Timeline of Art History. مؤرشف من الأصل في 2019-05-30. اطلع عليه بتاريخ 2016-09-09.
5. ↑  (Yeomans 2006, p. 44)
6. 1 2  Kupferschmidt 1987، صفحة 435.
7. 1 2 3  Barrucand & Rammah 2009، صفحة 349.
8. ↑  Kupferschmidt 1987، صفحة 436.
9. 1 2  Jayyusi, Holod & Petruccioli 2008، صفحة 128.
10. ↑  Halm 1996، صفحة 331.
11. ↑  Jayyusi, Holod & Petruccioli 2008، صفحة 129.
12. 1 2  The Art of the Fatimid Period.
13. ↑  Deza & Deza 2012، صفحة 533.
14. 1 2 3  Ruggles 2011، صفحة 120.
15. ↑  Cortese & Calderini 2006، صفحة 71.
16. ↑  Tracy 2000، صفحة 235.
17. 1 2 3  Halm 1996، صفحة 345.
18. 1 2  Halm 1996، صفحة 344.
19. 1 2  Yeomans 2006، صفحة 44.
20. ↑  Halm 1996، صفحة 361.
21. ↑  Halm 1996، صفحة 407.
22. ↑  Grabar 1985، صفحة 31.
23. ↑  Halm 1996، صفحة 408.
24. 1 2  Safran 2000، صفحة 68.
25. ↑  Cortese & Calderini 2006، صفحة 92.
26. 1 2  (Barrucand & Rammah 2009, p. 349)
27. ↑  (Daftary 1998, p. 75)
28. ↑  Grabar 1985، صفحات 28–29.
29. ↑  Daftary 1998، صفحة 75.
30. 1 2 3  Barrucand & Rammah 2009، صفحة 350.
31. ↑  Barrucand & Rammah 2009، صفحة 351.
32. ↑  Barrucand & Rammah 2009، صفحة 352.